# Tianshi
Pour les articles homonymes, voir Tianshi (homonymie).
Tianshi est un grand astérisme de l'astronomie chinoise situé au voisinage des constellations occidentales d'Ophiuchus et du Serpent, mais s'étendant aussi sur d'autres constellations périphériques. La taille de cet astérisme, inhabituelle pour l'astronomie chinoise, s'explique par le fait qu'il représente les deux murs d'enceinte d'un marché céleste, comprenant lui-même plusieurs astérismes de plus petite taille. Tianshi occupe ainsi une place de choix dans l'astronomie chinoise. Comme tous les astérismes importants, il est décrit dans le traité astronomique du Shi Shi.

## Composition, localisation et symbolique
L'astérisme est en deux parties, représentant chacune une partie du mur d'enceinte, en forme très approximative de demi-cercle chacun et composés de 11 étoiles. Il semble possible de reconstituer avec une relative certitude les étoiles de cet astérisme, du fait qu'elles sont toutes relativement brillantes, et que certains alignements sont relativement évidents à l'œil : en réalité, cet astérisme rejoint en plusieurs points le tracé du Serpent de la constellation occidentale éponyme, ainsi qu'une des jambes d'Hercule et le corps d'Ophiuchus.
La partie orientale de l'astérisme comporte les étoiles suivantes, dans le sens des aiguilles d'une montre : 
- η Ophiuchi
- ξ Serpentis
- ν Ophiuchi
- η Serpentis
- θ Serpentis
- ζ Aquilae
- 110 Herculis
- ο Herculis
- μ Herculis
- λ Herculis
- δ Herculis

La partie occidentale du mur d'enceinte se compose, lui, toujours dans le sens des aiguilles d'une montre, de :
- β Herculis
- γ Herculis
- κ Herculis
- γ Serpentis
- β Serpentis
- δ Serpentis
- α Serpentis
- ε Serpentis
- δ Ophiuchi
- ε Ophiuchi
- η Ophiuchi

Bien que présenté comme un « marché céleste », Tianshi reste d'abord un palais, avec un empereur (ou en l'occurrence son trône, Dizuo), et divers éléments de sa cour. Les astérismes spécifiques au commerce sont pour la plupart soit à l'extérieur du mur d'enceinte (Jiantai, ou Fa, par exemple), ou alors à l'intérieur, mais composés d'étoiles moins lumineuses (Tusi, Bodu). Cela se traduit par le fait que ces astérismes ne sont pas décrits dans le traité astronomique du Shi Shi, mais par les deux autres traités rédigés peu après, la Gan Shi et le Wuxian Shi, décrivant des astérismes avec peu d'étoiles très lumineuses.

## Astérismes associés
De très nombreux astérismes sont associés à Tianshi, à commencer par ceux qui se trouvent au sein de la zone qu'il délimite. Il en est ainsi de 
- Dizuo, le siège de l'empereur
- Hou, un superviseur, ou un astrologue
- Zong, un ancêtre de la famille impériale
- Zongzheng, un officiel
- Zongren, des assistants de Zongzheng
- Huanzhe, des administrateurs eunuques
- Dou, un étalon de mesure pour le grain ou des liquides
- Hu, un autre étalon de mesure
- Shilou, une tour surplombant le marché
- Tusi, une boucherie
- Bodu, un vendeur de vêtements
- Liesi, une rue commerçante
- Chesi, un magasin de réparation de charrettes

À l'extérieur, plusieurs astérismes à proximité immédiate de Tianshi sont en rapport avec celui-ci, comme :
- Dongxian et Xixian, un palais de justice pour juger les marchands fraudeurs
- Fa, un fouet pour exécuter les sentences émises par Xixian
- Tianbian, des régulateurs chargés des affaires du marché
- Jiantai, un pavillon renfermant les étalons de mesure utilisés pour le commerce
- Tianji, un autre bureau chargé du commerce

## Référence
- (en) Sun Xiaochun et Jakob Kistemaker, The Chinese sky during the Han, New York, Éditions Brill, 1997, 247 p. (ISBN 9004107371), page 149.